# Linky Boshoff
Delina Ann Boshoff–Mortlock ou Linky Boshoff (Queenstown, 12 de Novembro de 1956) é uma ex-tenista profissional sul-africana, conhecida por ser uma especialista em duplas.

## Grand Slam Finais

### Duplas 1 título
| Ano  | Campeonato | Parceira    | Oponentes                   | Placar   |
| 1976 | US Open    | Ilana Kloss | Olga Morozova Virginia Wade | 6–1, 6–4 |

## Duplas Mistas 1 vice
| Ano  | Campeonato    | Parceiro         | Oponentes               | Placar        |
| 1976 | Roland Garros | Colin Dowdeswell | Ilana Kloss Kim Warwick | 5–7, 7–6, 6–2 |